# Sorg og glæde (dokumentarfilm)
 Ikke at forveksle med Sorg og glæde.
Sorg og glæde er en dansk dokumentarfilm fra 1999 instrueret af Torben Glarbo efter eget manuskript.

## Handling
»Sorg og glæde« bringer os til Sarajevo efteråret 1998. Her møder vi Sarajevos Filharmoniske Orkester, der på trods af etniske forskelligheder har eksisteret i mere end 70 år. Orkestrets medlemmer fortæller om borgerkrigens rædsler, og om hvordan de alle fandt håb og overlevelse i musikken. Fælles for deres beretninger er passionen for at spille til glæde for Sarajevos krigshærgede befolkning. Et ønske om at spille for enhver pris selv om deres øvesal var mål for bomber og de selv var i snigskytternes skudlinie på vej til og fra prøverne. Filmen er blevet til efter idé af fotograf Marianne Grøndahl, hvis sort/hvide fotos af musikerne og det ødelagte Sarajevo kombineres med levende billeder og interviews.